# 공주 갑사 표충원
공주 갑사 표충원(公州 甲寺 表忠院)은 충청남도 충청남도 공주시 계룡면, 갑사에 있는 조선시대의 건축물이다. 1984년 5월 17일 충청남도의 문화재자료 제52호로 지정되었다.
표충원은 승병장(僧兵將) 휴정(休靜) 서산대사(西山大師), 유정(惟政) 사명대사(四溟大師), 기허당(騎虛堂) 영규대사(靈圭大師)의 영정을 봉안하고 있으며, 영조 14년(1738년)에 임진왜란 당시 왜적을 격퇴한 공을 기리기 위해 세운 전각이다.
정면 3칸 측면 2칸으로 자연석 기단 위에 둥근 기둥을 써서 세운 맞배 건물이다. 앞면 3칸에는 쌍여닫이 띠살문을 달았으며 양옆에는 판벽을 설치하였다. 갑사 경내 좌측편으로 조금 언덕진 곳에 자연석 답장으로 둘러져 1973년에 세운 의승장 영규대사사적비와 일곽을 형성하고 있다.

## 같이 보기
- 갑사
- 서산대사
- 사명대사
- 영규대사

## 참고 자료
- 갑사표충원 - 국가유산청 국가유산포털